# قناة أمجاد
قناة أمجاد قناة فضائية إسلامية تبث من مصر ويملكها رجل الأعمال محمد صابر ، بدأت القناة بثها يوم 11 من ربيع الأول 1434 هجريا، 23 يناير 2013 ميلاديا .

## تردد القناة
تردد القناة 12360 رأسي على القمر الصناعي نايلسات و يقول المدير هاني البنا أن القناة سيكون لها تردد آخر قريبا على القمر الصناعي هوت بيرد لتكون متاحة لأكبر عدد ممكن من المشاهدين .

## برامج القناة
- برنامج ملفات أبو إسماعيل على يوتيوب يقدمه الشيخ حازم صلاح أبو إسماعيل
- برنامج في الواقع على يوتيوب للمفكر حسام أبو البخاري
- برنامج حدث في بيت الرسول على يوتيوب يقدمه الشيخ محمد حسين يعقوب
- برنامج على فين يا شباب على يوتيوب حازم شومان
- برنامج نور على نور يقدمه الشيخ أحمد محمد عامر
- برنامج المأوى للأديب وجدان العلي
- برنامج x علامة معناها الخطر للإعلامي طارق عبدالجابر
- برنامج كنوز مصرية للدكتور خالد عودة
- برنامج باكوس بوك لمحمد فوزي باكوس
- البرنامج الطبي نبض الحياة
- برنامج الإرهابي (( معاذ عليان & محمود داود )).
- برنامج قهوة ساده ( أ. محمد حمدي )).

والعديد من البرامج الأخرى

## التمويل
يقول رئيس القناة محمد صابر أن القناة ستصرف على نفسها من أرباح الدعاية وإذا لم تحقق أرباح سيتم فتح مشروع تجاري تكون أرباحه مخصصة للإنفاق على القناة .

## وسائل التواصل
- صفحة القناة على فيس بوك  على فيسبوك.
- حساب القناة على تويتر
- حساب القناة على يوتيوب

## وصلات خارجية
- كلمة الأستاذ محمد صابر في مؤتمر تدشين القناة على يوتيوب

## أنظر أيضاً
- قناة الناس
- قناة الرحمة
- قناة الحافظ
- قناة الندى الفضائية